# ویلهلم کورنر
ویلهلم کورنر (آلمانی: Wilhelm Körner؛ ۲۰ آوریل ۱۸۳۹ – ۲۹ مارس ۱۹۲۵) یک شیمی‌دان اهل آلمان بود.
وی همچنین برنده جوایزی همچون مدال دیوی شده است.